# 1651
| [ Edytuj tabelę ]              | |
| Król Polski                    | - 1648 Jan Kazimierz 1668 |
| Współksiążęta Andory           | - 1634 Pau Duran 1651 - 1643 Ludwik XIV 1715                                                                                             |
| Elektor Bawarii                | - 1623 Maksymilian I Bawarski 1651 - 1651 Ferdynand Maria 1679                                                                           |
| Elektor Brandenburgii          | - 1640 Fryderyk Wilhelm 1688 |
| Sułtan Brunei                  | - 1649 Abdul Jailul Jabbar 1652 - 1625 Muhammad Ali 1660                                                                                 |
| Cesarz Chin                    | - 1644 Shunzhi 1661 |
| Król Czech                     | - 1637 Ferdynand III Habsburg 1657 |
| Król Danii                     | - 1648 Fryderyk III 1670 |
| Dalajlama                      | - 1617 Lobsang Gjaco 1682 |
| Cesarz Etiopii                 | - 1632 Fasiledes 1667 |
| Król Francji                   | - 1643 Ludwik XIV 1715 |
| Król Hiszpanii                 | - 1621 Filip IV 1665 |
| Landgraf Hesji-Kassel          | - 1637 Wilhelm VI Sprawiedliwy 1663 |
| Stadhouder Holandii            | - 1650 pierwszy okres bez stadhoudera 1672                                                                                               |
| Szach Iranu                    | - 1642 Abbas II 1666 |
| Państwo Wielkich Mogołów       | - 1627 Szahdżahan 1658 |
| Cesarz Japonii                 | - 1643 Go-Kōmyō 1654 |
| Kalif                          | - 1648 Mehmed IV 1687 |
| Patriarcha Konstantynopola     | - 1648 Parteniusz II 1651 - 1651 Joannik II 1652                                                                                         |
| Władca Korei                   | - 1649 Hyojong 1659 |
| Książę Kurlandii i Semigalii   | - 1642 Jakub Kettler 1682 |
| Książę Liechtensteinu          | - 1627 Karol Euzebiusz 1684 |
| Książę Monako                  | - 1612 Honoriusz II 1662 |
| Król Nawarry                   | - 1643 Ludwik XIV 1710 |
| Król Norwegii                  | - 1648 Fryderyk III 1670 |
| Sułtan Omanu                   | - 1649 Sultan I ibn Sajf 1688 |
| Elektor Palatynatu             | - 1648 Karol I Ludwik 1680 |
| Papież                         | - 1644 Innocenty X 1655 |
| Książę Parmy i Piacenzy        | - 1646 Ranuccio II 1694 |
| Król Portugalii                | - 1640 Jan IV 1656 |
| Książę w Prusach               | - 1640 Fryderyk Wilhelm Wielki Elektor 1688                                                                                              |
| Car Rosji                      | - 1645 Aleksy I 1676 |
| Cesarz Rzymski (niemiecki)     | - 1637 Ferdynand III Habsburg 1657 |
| Kapitanowie Regenci San Marino | - 1650 Carlo Tosini Paolo Antonio Onofri 1651 - 1651 Alessandro Belluzzi Vincenzo Lorenzoni 1651 - 1651 Carlo Loli Gregorio Ceccoli 1652 |
| Elektor Saksonii               | - 1611 Jan Jerzy I Wettyn 1656 |
| Król Szwecji                   | - 1632 Krystyna Waza 1654 |
| Król Tajlandii                 | - 1630 Prasat Thong 1655 |
| Sułtan Turków                  | - 1648 Mehmed IV 1687 |
| Doża Wenecji                   | - 1646 Francesco Molino 1655 |
| Król Węgier                    | - 1637 Ferdynand IV 1654 |
| Książęta Wirtembergii          | - 1628 Eberhard III 1674 |

Rok 1651 / MDCLI
stulecia: XVI wiek ~
XVII wiek ~
XVIII wiek

lata: 1641 «
1646 «
1647 «
1648 «
1649 «
1650 «
1651
» 1652
» 1653
» 1654
» 1655
» 1656
» 1661

## Wydarzenia w Polsce
- 20-23 lutego – powstanie Chmielnickiego: bitwa pod Krasnem.
- 24 marca – w kościele oo. jezuitów na Starym Mieście w Warszawie odbyła się instalacja i koronacja obrazu Matki Bożej Łaskawej - Patronki Warszawy.
- 12 maja – powstanie Chmielnickiego: w bitwie pod Kopyczyńcami armia polska dowodzona przez hetmana polnego koronnego Marcina Kalinowskiego pokonała siły kozacko-tatarskie.
- 14 czerwca – na Podhalu wybuchło powstanie chłopskie pod wodzą Kostki-Napierskiego.
- 28-30 czerwca – powstanie Chmielnickiego: klęska połączonych wojsk kozackich i chana Islama Gireja w bitwie z armią króla Jana II Kazimierza pod Beresteczkiem. Była to największa bitwa lądowa XVII wieku.
- 6 lipca – powstanie Chmielnickiego: wygrana wojsk litewskich w bitwie pod Łojowem.
- 18 lipca – w Krakowie został nabity na pal Aleksander Kostka-Napierski, przywódca powstania chłopskiego na Podhalu.
- 23 września – powstanie Chmielnickiego: wojska litewskie, współpracujące z armią polską, pokonały wojska kozacko-tatarskie w bitwie pod Białą Cerkwią.
- 28 września – zawarto ugodę polsko-kozacką w Białej Cerkwi, kończącą powstanie Chmielnickiego.
- Do Krakowa dotarła ze wschodu epidemia „czarnej śmierci”, prawdopodobnie czarnej ospy lub dżumy, która zdziesiątkowała ludność miasta.

## Wydarzenia na świecie
- 1 stycznia – Karol II Stuart został koronowany na króla Szkocji.
- 30 marca - rozpoczęła się Wojna 335-letnia
- 10 lipca – VI wojna wenecko-turecka: bitwa morska pod Paros.
- 25 sierpnia – angielska wojna domowa: klęska Rojalistów w bitwie pod Wigan Lane.
- 3 września – angielska wojna domowa: król Karol II został pobity przez Olivera Cromwella w bitwie pod Worcesterem.

## Urodzili się
- 30 marca - Aleksander Mikołaj Horain, polski duchowny katolicki, biskup pomocniczy wileński, biskup smoleński i żmudzki (zm. 1735)
- 10 kwietnia – Ehrenfried Walther von Tschirnhaus, wynalazca europejskiej porcelany (zm. 1708)
- 21 kwietnia – Józef Vaz, filipin, misjonarz na Cejlonie, błogosławiony katolicki (zm. 1711)
- 30 kwietnia – święty Jan de la Salle (zm. 1719)
- 12 lipca – Małgorzata Teresa Habsburżanka, córka Filipa IV Habsburga (zm. 1673)
- 16 września – Engelbert Kaempfer, niemiecki podróżnik i lekarz, autor opisów Persji i Japonii (zm. 1716)
- 3 października - Franciszek Poniatowski, polski szlachcic, cześnik wyszogrodzki, łowczy podlaski, dziadek Stanisława Augusta (zm. 1691)
- 12 listopada – Juana Inés de la Cruz, meksykańska zakonnica, pisarka i astronom (zm. 1695)
- data dzienna nieznana: 
  - Bonawentura z Potenzy, włoski franciszkanin, błogosławiony (zm. 1711)

## Zmarli
- 7 kwietnia – Lennart Torstensson, szwedzki wódz z czasów wojny trzydziestoletniej (ur. 1603)
- 8 czerwca – Iemitsu Tokugawa, trzeci siogun z dynastii Tokugawa (ur. 1604)
- 18 lipca – Aleksander Kostka-Napierski, polski oficer, przywódcy powstania chłopskiego na Podhalu (ur. 1617)
- 20 sierpnia – Jeremi Michał Wiśniowiecki, książę, wojewoda ruski (ur. 1612)
- 2 września – Kösem, niewolnica greckiego pochodzenia, żona sułtana Ahmeda I
- 27 września – Maksymilian I, elektor Bawarii (ur. 1573)
- wrzesień – Marcin Mielczewski, polski kompozytor wczesnego baroku (ur. 1600)
- 6 października – Heinrich Albert, niemiecki kompozytor i poeta (ur. 1604)
- 28 października – Hiob Poczajowski, zakonnik, igumen i święty prawosławny (ur. ok. 1551)
- 31 października – Terencjusz Albert O’Brien, irlandzki biskup katolicki, męczennik, błogosławiony (ur. 1601)
- 20 listopada – Mikołaj Potocki zwany Niedźwiedzia Łapa, hetman wielki koronny, hetman polny koronny, kasztelan krakowski (ur. ok. 1593)
- 15 grudnia – Wirginia Centurione Bracelli, włoska zakonnica, święta katolicka (ur. 1587)

## Święta ruchome
- Tłusty czwartek: 16 lutego
- Ostatki: 21 lutego
- Popielec: 22 lutego
- Niedziela Palmowa: 2 kwietnia
- Wielki Czwartek: 6 kwietnia
- Wielki Piątek: 7 kwietnia
- Wielka Sobota: 8 kwietnia
- Wielkanoc: 9 kwietnia
- Poniedziałek Wielkanocny: 10 kwietnia
- Wniebowstąpienie Pańskie: 18 maja
- Zesłanie Ducha Świętego: 28 maja
- Boże Ciało: 8 czerwca